# Дюлев мармалад
Дюлевият мармалад е сладко дюлево желе или дюлев бонбон. Основните съставки са дюли и захар или пчелен мед.
Исторично мармаладът е направен от дюли, и българска дума „мармалад“ идва от португалската дума „marmelada“, означаваща „дюлева препарация“ (и използва описанието „дюлев мармалад“ и „дюлев конфитюр“; „marmelo“ = „дюля“), но в наше време (на английски) се отнася главно към конфитюри, направени от цитрусови плодове, особено портокали.